# El Hassaine
El Hassaine là một đô thị thuộc tỉnh Mostaganem, Algérie. Dân số thời điểm năm 2002 là 8.835 người.